# Daniel Piękniewski
Daniel Piękniewski (ur. 3 stycznia 1921 w Łodzi, zm. 14 stycznia 2005) – major Urzędu Bezpieczeństwa.

## Życiorys
6 czerwca 1945 został buchalterem Wydziału Gospodarczego Powiatowego Urzędu Bezpieczeństwa Publicznego w Lipinach, od grudnia 1945 był młodszym, a od kwietnia 1946 – starszym oficerem śledczym w tym urzędzie. W 1947 ukończył kurs szefów powiatowych Urzędów Bezpieczeństwa Publicznego w Centrum Szkolenia MBP w Łodzi, po czym do końca 1948 kierował PUBP w Drawsku Pomorskim. W 1948 został przeniesiony do Wojewódzkiego Urząd Bezpieczeństwa Publicznego w Szczecinie, gdzie w okresie 1948–1951 pełnił obowiązki zastępcy szefa WUBP w Szczecinie. Przez krótki czas w lutym 1950 pełnił nawet obowiązki szefa tego urzędu. W latach 1951–1954 był zastępcą szefa WUBP w Katowicach. W tym czasie awansował do stopnia majora i w maju 1954 został przeniesiony do centrali Ministerstwa Bezpieczeństwa Publicznego w Warszawie, gdzie w czerwcu 1955 został zastępcą naczelnika Wydziału Kultury Fizycznej. W latach 1956–1958 był starszym inspektorem Głównego Inspektoratu Ministerstwa Spraw Wewnętrznych, a w okresie 1958–1959 pracował jako oficer ewidencji operacyjnej w Biurze Ewidencji Operacyjnej MSW.